# Reichsrat (Austria)
Il Consiglio dell'Impero (in tedesco Reichsrat) è stato il parlamento dell'Impero austriaco e poi della parte austriaca dell'Impero austro-ungarico, dal 1861 al 1918: esso era costituito dalla Herrenhaus (“Camera dei signori”) e dalla Abgeordnetenhaus (“Camera dei rappresentanti”).
Durante tutta la sua esistenza l'efficacia del Reichsrat ha sofferto pesantemente a causa del contrasto tra i numerosi gruppi etnici costituenti l'Impero austro-ungarico. Di esso fecero parte, tra gli altri, i trentini Alcide De Gasperi – che qui iniziò la sua attività politica difendendo la minoranza etnica di lingua italiana – e Cesare Battisti, irredentista italiano che venne giustiziato dagli austriaci per aver partecipato alla prima guerra mondiale arruolandosi nell'esercito italiano (De Gasperi e Battisti furono tra l'altro acerrimi nemici politici, essendo democristiano l'uno e socialista l'altro).
Dal 1883 il Consiglio imperiale si riunì in un'apposita struttura, ovvero nel Parlamento austriaco posto lungo la Ringstraße di Vienna.

## Storia
Nel corso delle rivoluzioni del 1848 i rappresentanti delle terre della corona decisero di incontrarsi in un Reichstag a Vienna. La convenzione venne inaugurata dall'arciduca Giovanni d'Asburgo-Lorena il 22 luglio 1848 e dopo l'insurrezione viennese dell'ottobre di quell'anno venne spostata a Kroměříž, in Moravia. Essa non solo si preoccupò di abolire inizialmente la servitù della gleba presente ancora nelle terre austriache ma soprattutto si preoccupò di redigere una costituzione che riflettesse il carattere multinazionale dell'Impero, specialmente basandosi sulle teorie del politico boemo František Palacký.
Il 4 marzo 1849 il primo ministro principe Felix zu Schwarzenberg prese l'iniziativa e impose la "Costituzione di marzo" che promise sostanzialmente eguaglianza tra tutta la popolazione austriaca e promise anche una legislatura bicamerale per il Reichstag. Tuttavia questa costituzione venne annullata nel 1851 quando l'imperatore Francesco Giuseppe decise di sostituire il Reichstag con un Reichsrat ovvero un consiglio imperiale i cui membri fossero nominati sotto la sua personale autorità.
Gli anni cinquanta dell'Ottocento furono per l'Impero austriaco anni duri, segnati da un deficit cronico del governo e soprattutto dalle numerose sconfitte subite nell'ambito della Seconda guerra d'indipendenza italiana. Per calmare il fronte interno e garantirsi il supporto della ricca borghesia Francesco Giuseppe emise nel 1860 il Diploma di ottobre, un documento simile ad una costituzione ma ancora in nuce. Il Reichstag, che continuava ad essere un'istituzione soprattutto consultiva, venne allargato ad un numero totale di 100 membri scelti dai vari Landtag, le assemblee regionali delle terre della corona austriaca. Ad ogni modo anche questa sistemazione delle cose non fu soddisfacente per i liberali borghesi e nemmeno per i magnati ungheresi i quali categoricamente si rifiutarono di obbedire al parlamento viennese reagendo con il mancato pagamento delle tasse.

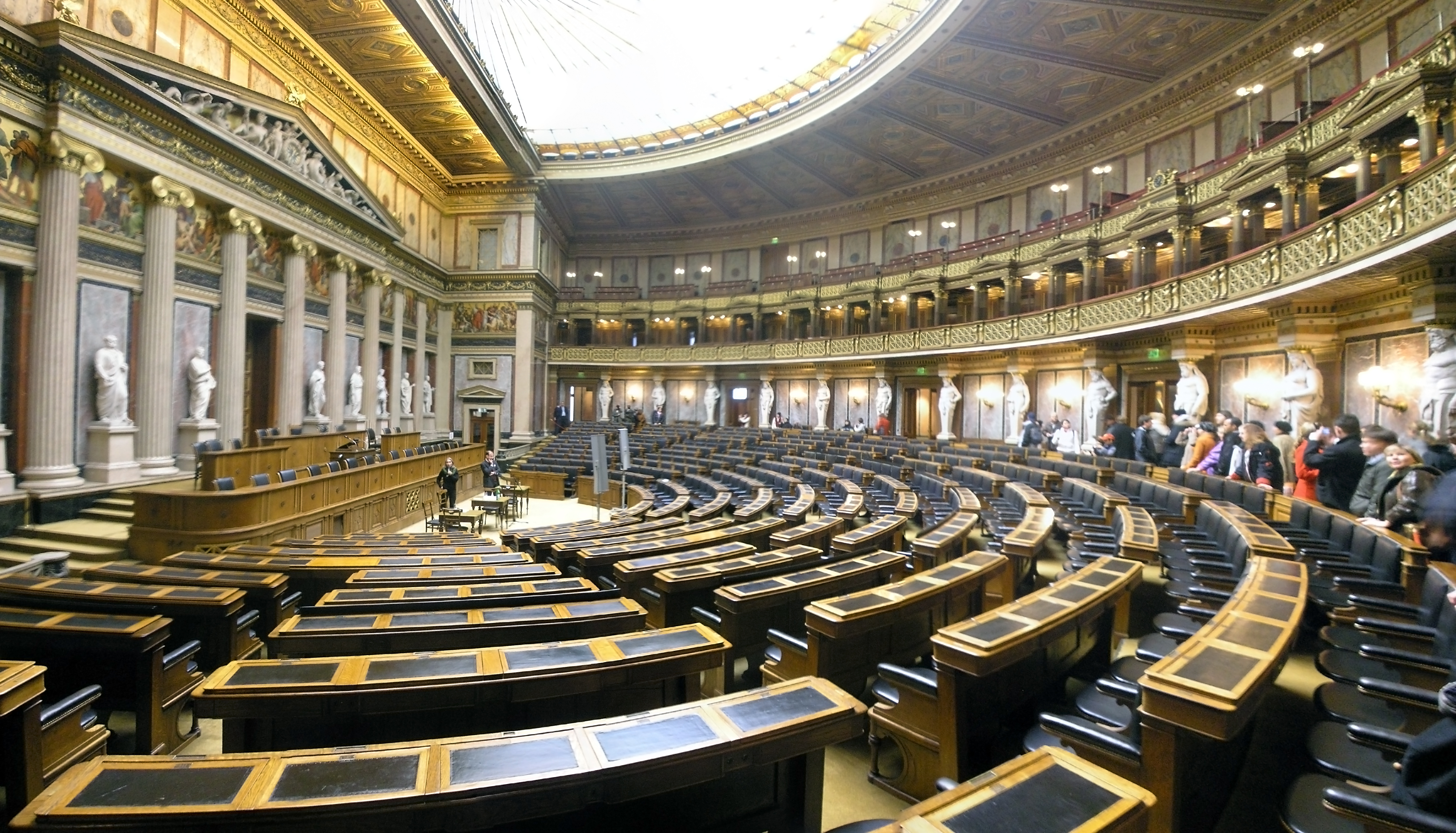
La Camera dei deputati del Reichsrat austriaco

L'anno successivo Francesco Giuseppe proclamò la Patente di febbraio, sottoscritta dal delegato liberale Anton von Schmerling, che fu di fatto una nuova costituzione per l'Impero. Questo nuovo documento di fatto implementava la legislatura bicamerale del Consiglio Imperiale e difatti viene ad oggi considerato il "certificato di nascita" del parlamento austriaco. Tale documento, ad ogni modo, venne nuovamente rifiutato dall'Ungheria e ufficialmente venne sospeso nel 1865. Le basi costituzionali cambiarono drammaticamente dopo la sconfitta dell'Austria nella Guerra austro-prussiana del 1866 e la dissoluzione della Confederazione germanica a cui succedette l'Ausgleich.
Nel dicembre del 1867 venne finalmente adottata una nuova costituzione ma venne applicata esplicitamente alla sola Cisleitania, chiamata ufficialmente "I Regni e le Terre rappresentate al Consiglio Imperiale" (in tedesco: Die im Reichsrat vertretenen Königreiche und Länder), con l'esclusione dunque della Transleitania, ovvero delle terre ungheresi. Questo nuovo sistema venne approvato e parallelamente alla Herrenhaus si creò anche una Abgeordnetenhaus, composta da membri di una camera dei deputati che dal 1873 vennero eletti dal popolo per una durata di incarico di sei anni (anche se originariamente essi venivano eletti per censo). Il consiglio acquisì dunque notevoli poteri in tutti i campi di governo, anche se il diritto di eleggere o dimettere il primo ministro rimase privilegio esclusivo dell'Imperatore.
Dal 1874 vennero dunque iniziati i lavori per la costruzione di una nuova struttura che potesse contenere le due camere di governo, opera che si concluse nel 1883 dando vita all'attuale parlamento austriaco che a distanza di anni ha sede ancora qui.

## Elenco dei partiti al Reichsrat
- Partito Autonomista
- Unione Cristiana e Democratica - Partito Popolare Cecoslovacco
- Movimento Cristiano Sociale d'Ucraina
- Partito Cristiano-Sociale
- Coalizione Croato-Serba
- Partito Rurale Croato
- Partito Nazionalsocialista Ceco
- Partito Popolare Ceco (1900)
- Partito Realista Ceco
- Partito Socialdemocratico Ceco
- Partito Generale dei Lavoratori d'Ungheria
- Partito Tedesco dei Lavoratori
- Partito Socialdemocratico Indipendente
- Partito Socialista Indipendente (Ungheria)
- Partito Popolare Nazionale Ebreo
- Associazione Socialdemocratica Ebrea
- Partito Social-Democratico Ebreo
- Partito Nazionale Progressista (Carniola)
- Partito dei Non Votanti
- Vecchi Sloveni
- Partito dei Diritti (1861–1929)
- Partito Popolare (Croazia)
- Partito Popolare (Dalmazia)
- Partito Socialdemocratico Polacco di Galizia
- Partito Social-Democratico Riorganizzato d'Ungheria
- Partito Nazionale Rumeno
- Partito Popolare Indipendente Serbo
- Partito Radicale Popolare Serbo
- Partito Popolare della Slesia
- Partito Nazionale Slovacco
- Partito Social Democratico Slovacco
- Partito Popolare Sloveno
- Partito Social-Democratico Austriaco
- Partito Radicale Ucraino
- Partito Socialdemocratico Ucraino
- Partito dei Lavoratori Ungheresi
- Giovani Cechi
- Giovani Sloveni
- Jugoslavia Sociale